# اسب (فیلم ۱۹۴۱)
اسب (انگلیسی: Horse؛ ژاپنی: 馬) فیلمی سیاه‌وسفید به کارگردانی کاجیرو یاماموتو و دستیارش آکیرا کوروساوا است که در سال ۳۴ منتشر شد. از بازیگران آن می‌توان به هیدکو تاکامینه اشاره کرد.